# Stanislav Karasi
Stanislav Karasi est un footballeur international yougoslave né le 8 novembre 1946 à Belgrade. Il évoluait au poste de milieu offensif.

## Biographie
Il fait partie de la sélection yougoslave lors de la Coupe du monde 1974 en Allemagne.
Il joue notamment à l'Étoile Rouge de Belgrade, au L.O.S.C., puis au FC Anvers en Belgique.
Après sa carrière de joueur il se reconvertit en entraîneur. Il est notamment le sélectionneur des espoirs yougoslaves puis le manager de l'Obilić Belgrade.

## Clubs
- 1965-1966 :  Étoile Rouge de Belgrade
- → 1966-1968 :  HNK Borovo (prêt)
- 1968-1974 :  Étoile Rouge de Belgrade
- 1974-1977 :  Lille OSC
- 1977-1979 :  FC Anvers
- 1979-1980 :  Buffalo Stallions
- 1980-1981 :  New York Arrows
- 1981-1982 :  OFK Belgrade

## Palmarès
- 10 sélections et 4 buts en équipe de Yougoslavie entre 1973 et 1974
- Champion de Yougoslavie en 1969, 1970 et 1973 avec l'Étoile Rouge de Belgrade
- Vainqueur de la Coupe de Yougoslavie en 1970 et 1971 avec l'Étoile Rouge de Belgrade
- Finaliste de la Coupe de Yougoslavie en 1973 avec l'Étoile Rouge de Belgrade

## Source
- Marc Barreaud, Dictionnaire des footballeurs étrangers du championnat professionnel français (1932-1997), L'Harmattan, 1997.